# Kókkina
« Erenköy » redirige ici.  Pour le quartier d'Istanbul, voir Erenköy (Istanbul).
Kókkina (grec moderne : Κόκκινα, n. pl. signifiant « rouges » ; turc : Erenköy) est un village de l'île de Chypre qui constitue une exclave de la république turque de Chypre du Nord (État turcophone autoproclamé) dans le territoire de la république de Chypre.

## Géographie
Situé dans l'ouest de l'île, sur la côte septentrionale, il est ceinturé le long de sa frontière terrestre par la ligne verte. Le village est distant de sept kilomètres à vol d'oiseau du reste de la république turque de Chypre du Nord.

## Histoire
Entre la fin du XIXe siècle et 1960, la population quasi exclusivement chypriote-turque fluctue entre 150 et 300 habitants. En août 1964, elle est le théâtre de violents affrontements entre chypriotes-grecs et chypriotes-turcs, connus sous le nom de bataille de Tylliria.
En 1976, la population est transférée à Gialoúsa (plus précisément à Yeni Erenköy, ce qui signifie « Nouveau Erenköy ») dans le district de Famagouste dans le nord-est de Chypre, et Kókkina est depuis une base militaire de l'armée turque[réf. nécessaire].

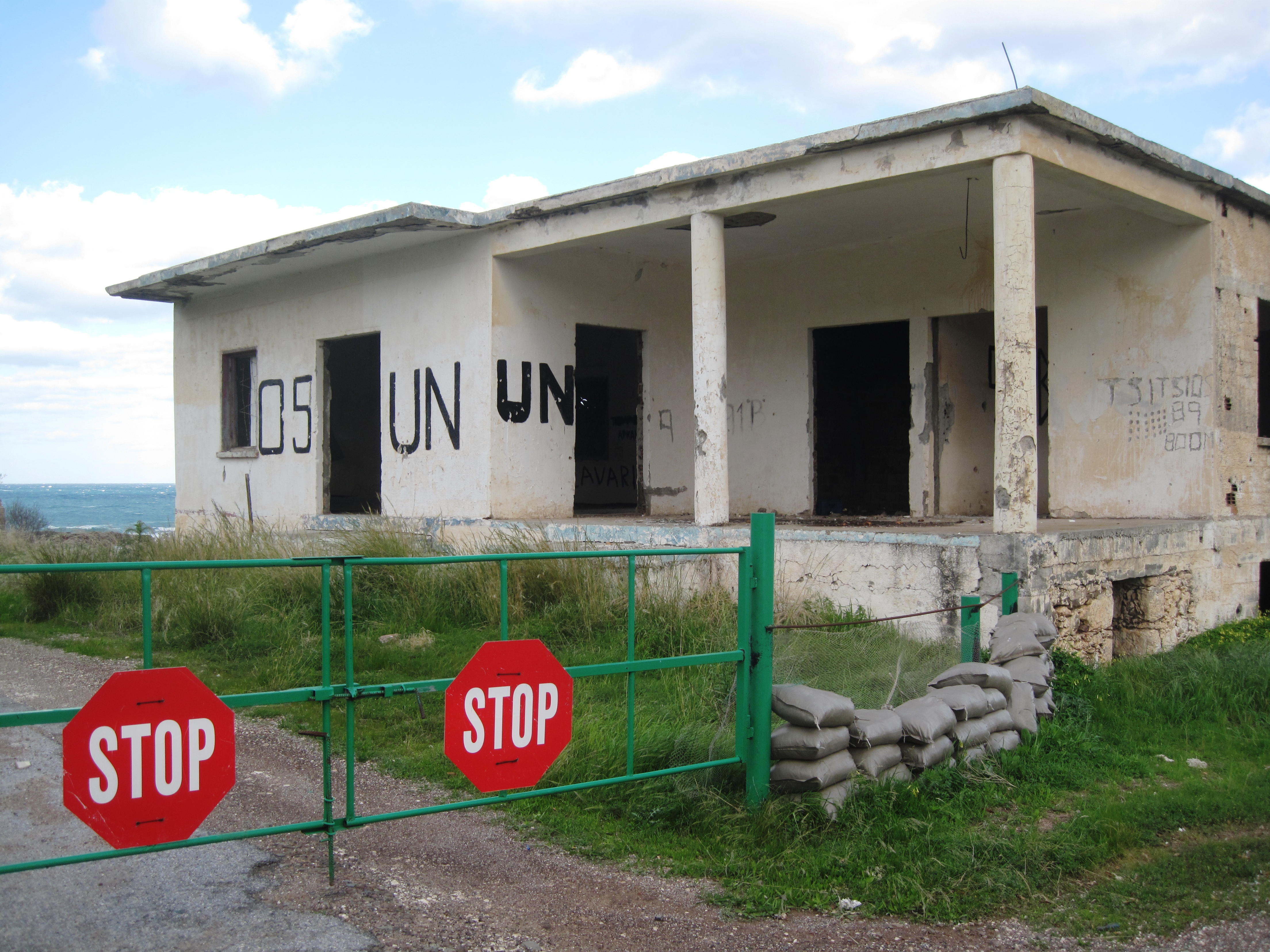
Vue d'un poste-frontière de la Force des Nations unies chargée du maintien de la paix à Chypre le long de la ligne verte à Kókkina.